# Елаев, Николай Константинович
Николай Константинович Елаев (30 декабря 1924 — 24 июня 2013) — кандидат педагогических наук, профессор, участник Великой Отечественной войны.

## Биография
Елаев Николай Константинович родился 30 декабря 1924 года в улусе Харагун Боханского района Иркутской области. В октябре 1942 года в возрасте 18 лет ушел на фронт. Окончил курсы младших лейтенантов ЗабВО и в сентябре 1943 года командиром минометного взвода, отправлен в действующую армию Центрального фронта. Принимал участие в освобождении Белоруссии, Польши, Литвы и Восточной Пруссии. В 1944 году был очень тяжело ранен и демобилизован. За мужество и отвагу, проявленную в боях награждён орденами: является кавалером боевых орденов «Красная Звезда», «Отечественная война I и II степени», медалью «За взятие Кёнигсберга», медалью «Ветеран Труда», а также всеми юбилейными медалями.
В 1950 году закончил Иркутский государственный университет и был приглашён в Бурятский обком ВЛКСМ на должность руководителя лекторской группы.
С 1953 по 1955 года работает в Бурятском институте усовершенствования учителей.
С 1955 по 1958 года — директором Оронгойской средней школы Иволгинского района.
С 1958 года работает в Бурятском Государственном Педагогическом Институте им. Д. Банзарова.
В 1970 году защитил кандидатскую диссертацию на тему: «Формирование профессиональной направленности школьников».
С 1992 года работает профессором кафедры научных основ управления школой.
Скончался 24 июня 2013 года в Улан-Удэ в возрасте 88 лет.

## Научная деятельность
Является автором около 100 научных работ, в том числе 3 монографий, 15 учебных пособий, основными направлениями этих научных работ являются: история педагогики, история образования, совершенствование управления школой, а также проблемы истории развития бурятской школы. Некоторые из них:
- Философия и история образования: Учебно-методическое пособие, Ч.1, Улан-Удэ: Бурятский государственный университет, 1996 г.
- Настоящее и будущее бурятской национальной школы // Педагогика. — 1995 г.
- Знание курса «Философия и история образования» в становлении научного гуманистического мировоззрения личности // Профессиональная подготовка преподавателей в университете. — Улан-Удэ,1998 г.
- Не выплеснуть бы с водой ребенка: О профессионально-педагогической подготовке учителей.// Бурятия. — 2002 г. и многие другие.

## Семья
Жена: Донгидон Клара Дугаровна (1931—2010) — кандидат филологических наук, преподаватель немецкого языка в Бурятском Государственном Университете.
Сыновья:
- Елаев Эрдэни Николаевич — доктор биологических наук, профессор, бывший декан Биолого-географического факультета Бурятского Государственного Университета.
- Елаев Василий Николаевич

## Награды
Награды:
- «За отличные успехи в работе в высшей школе СССР»
- «За активную работу в Педагогическом обществе РСФСР»
- Почетные грамоты Президиума Верховного Совета Бурятской АССР

Звания:
- Отличник народного просвещения РСФСР
- Заслуженный учитель школы Бурятской АССР
- Заслуженный учитель Российской Федерации
- Отличник Высшей школы СССР
- Заслуженный деятель науки Республики Бурятия